# 麻績村営バス

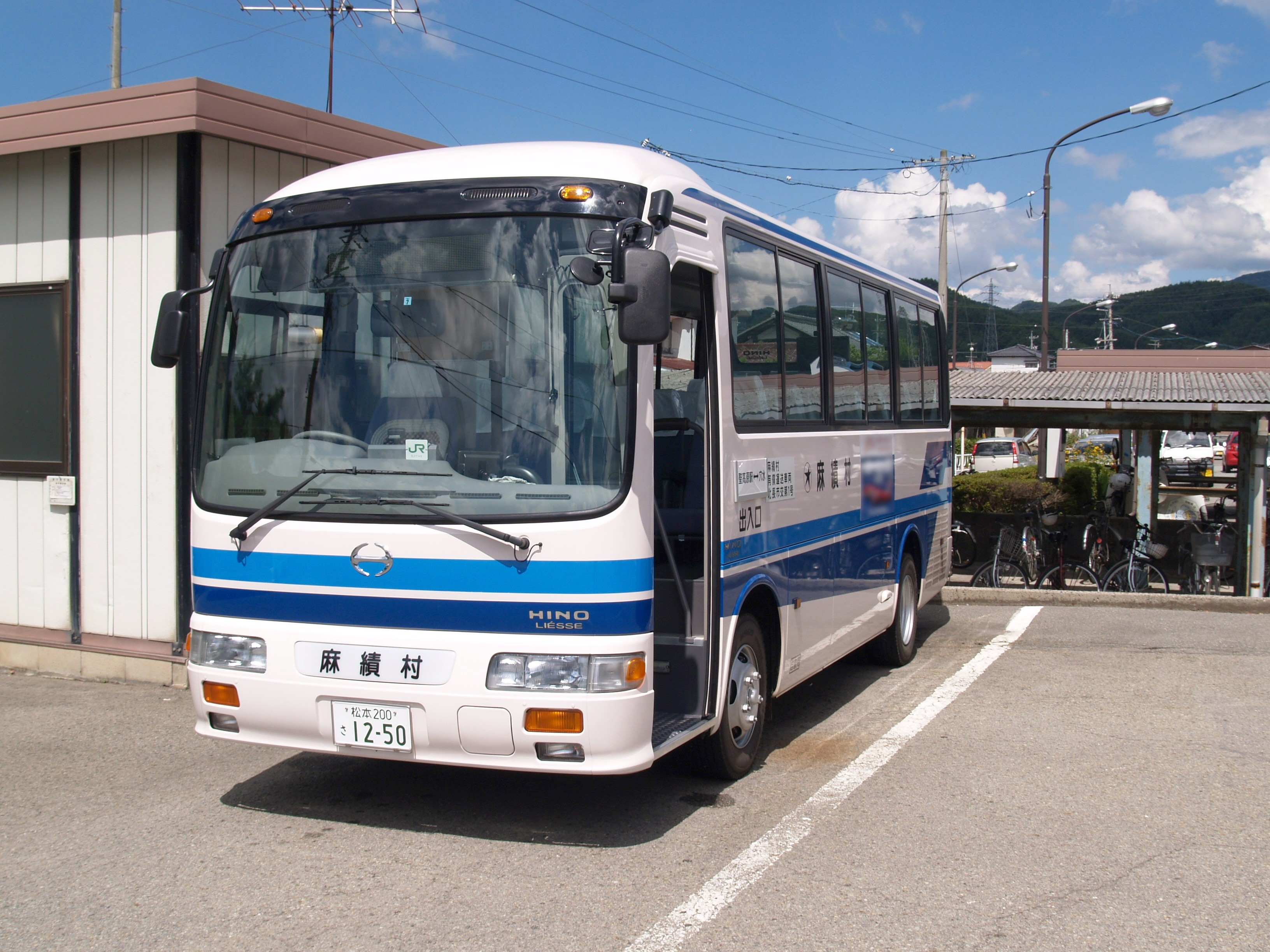
麻績村営バス（2010年8月）

麻績村営バス（おみそんえいバス）は、長野県東筑摩郡麻績村が運営する路線バス（コミュニティバス）である。1987年（昭和62年）9月に松本電鉄バス・川中島バスの民間2社が撤退したことにより、同年10月から自家用車有償運行の許可を取り廃止代替路線バスとして運行してきた。その後も乗客減少に歯止めがかからない結果、2005（平成17）年度から外部に運行を委託することで、経費を抑えている。
2007年（平成19年）4月からは、高齢者と身体障害者等に対して料金を一律100円とする制度を開始したほか、2009（平成21）年度からは、通園・通学に際して一定の距離までは無料とする施策を行った。2023年現在は村内全線一律1乗車100円となっている。

## 運行経路
運行路線および停留所は2020年11月11日改正現在。

### 定時定路線バス
国道、県道といった幹線を運行するバス、月～土曜運行（日曜日・祝祭日・年末年始は運休）
- 樺内線（運行時間 約20分）
  - 聖高原駅 - 信金前 - 郵便局前 - 本町西 - 警察前 - 上町 - 根尾入口 - 保育園西入口 - 叶里入口 - 天王団地 - 下井堀 - 丸山 - 上井堀 - マレットゴルフ場入口 - 小東入口 - JA日向ふれあいセンター - 高入口 - 桂 - 桂宮前 - 入川 - 桑関 - 穴水
2009年3月末日までは穴水から先の長野市（旧大岡村）にある樺内停留所まで路線が延びていたが、旧大岡村域のバス路線再編に伴い、穴水までに短縮された。短縮される前は、樺内への便は長野市営バスが運行しており、麻績村営バスは穴水までの便（最終便は日向局前まで）のみ運行。このため長野市営バスでも麻績村営バスの乗車券が使えた。
2018年現在は長野市営バス大岡線ハッピー号（デマンドバス）が穴水まで運行しており、麻績村営バスとは穴水停留所での乗り換えを推奨している[2]。
- 滑沢線（運行時間 約18分）
  - 聖高原駅 - 小学校前 - 叶里 - 消防署前 - 橋場 - 下井堀 - 特養老入口 - 立石 - 和合 - 和合西 - 下田片丘 - 下田 - 滑沢 - 中芝入口 - 西ノ久保公民館前 - 西ノ久保十字路 - 横辻入口 - 第二公公民館前 - JA日向ふれあいセンター
- 聖高原線（運行時間 約17分）
  - 聖高原駅 - 旧役場入口 - 警察前 - 本町西 - 本町 - 梶浦口 - 上平口 - 上平 - 集乳所前 - 旧市野川公民館前 - 古原 - 市野坂 - 弘法清水口 - 雀口 - 聖湖

### 地域循環型バス
村中心部の主要施設と各集落をつなぐコミュニティバス。路線によって運行する曜日が異なる。2011年（平成23年）10月1日運行開始。
- 樺内線経由便（火・金運行、運行時間 約53分）
- 滑沢線経由便（月・木運行、運行時間 約44分）
- 聖高原線経由便（水・土運行、運行時間 約51分）